# Frédéric Ier le Mordu
Pour les articles homonymes, voir Frédéric Ier.
Frédéric Ier dit le Mordu (en allemand : der Gebissene), né en 1257 et mort le 16 novembre 1323 au château de la Wartbourg, est un prince issu de la maison de Wettin, fils du margrave Albert II de Misnie et de Marguerite de Hohenstaufen. Il fut comte palatin de Saxe de 1281 à 1291 puis margrave de Misnie de 1292 et landgrave de Thuringe de 1307 jusqu'à sa mort. 

## Biographie
Né au château de la Wartbourg en Thuringe, Frédéric était le deuxième fils du landgrave Albert le Dégénéré (1240-1314), margrave de Misnie à partir de 1288, et de son épouse Marguerite de Hohenstaufen (1237-1270), fille de l'empereur Frédéric II. En 1270 sa mère doit s'enfuir du château et se réfugier à Francfort, parce que son mari, tombé amoureux de Cunégonde d'Eisenberg, l'avait pris comme concubine, cohabitait avec elle et en avait déjà deux enfants ! Selon la légende, sa mère, submergée par la douleur de la séparation, le mordit à la joue en désespoir. Après la mort de Marguerite le 8 août de la même année, Frédéric et son frère cadet Thierry sont élevés par leur oncle le margrave Thierry de Landsberg. 
Pendant le Grand Interrègne, plusieurs attentes se concentrèrent sur le petit-fils de l'empereur, prometteur garçon qui a même reçu l'invitation des gibelins lombards de devenir maître de l'Italie. En 1281, il est nommé comte palatin de Saxe. Devenu adultes, Frédéric, Thierry et leur frère aîné Henri II (mort en 1282), doivent mener une véritable guerre contre leur père, qui voulait les déshériter au profit de son fils Albert (Apitz) que lui avait donné Cunégonde. Après un long combat, ils pourraient faire valoir leurs droits : à la suite de la mort de leur cousin Frédéric Tuta en 1291, Frédéric a reçu le margraviat de Misnie, lorsque Thierry hérita de la marche de Lusace et de l'Osterland. Leur père Albert le Dégénéré n'a gardé que le margraviat de Landsberg. Néanmoins, Adolphe de Nassau, élu roi des Romains en 1292, a formé une opposition à l'encontre de la succession -
parce qu'il considérait les pays de Frédéric Tuta comme des fiefs impériaux en déshérence.
Frédéric a été expulsé ; il ne peut revenir dans ses domaines qu'après la mort d'Adolphe en 1298. Quant au nouveau roi Albert de Habsbourg, toutefois, il revendiquait également la Thuringe et reçut le soutien des citoyens de nombreuses villes qui ont assiégé le château de la Wartbourg. Finalement, le 31 mai 1307 dans la bataille de Lucka, l'armée de Frédéric et Thierry attaque l'armée d'Albert commandée par le burgrave Frédéric IV de Nuremberg et la vainc. Après la mort de Thierry peu après, Frédéric fut unique souverain de Misnie et de Thuringe. En 1310, il s'est vu octroyer la reconnaissance officielle par le roi Henri VII de Luxembourg. D'autre part, Frédéric a commencé un conflit armé avec le Brandebourg et après sa capture, par un traité du 14 avril 1312, il a promis de céder la Lusace, la « terre entre l'Elbe et l'Elster », et les villes de Grossenhain et Torgau au margrave Valdemar de Brandebourg, avec un paiement des 32 000 marks. Il a pu à nouveau récupérer des parties de ceux-ci après l'extinction des margraves ascaniens en 1320.
En 1321, Frédéric est frappé d'une hémorragie cérébrale grave. Il meurt le 16 novembre 1323. Un tombeau lui a été érigé dans l'abbaye de Reinhardsbrunn.

## Union et postérité
Frédéric Ier le Mordu épousa en 1285 Agnès, fille du comte Meinhard II de Goritz-Tyrol. Un enfant est né de cette union :

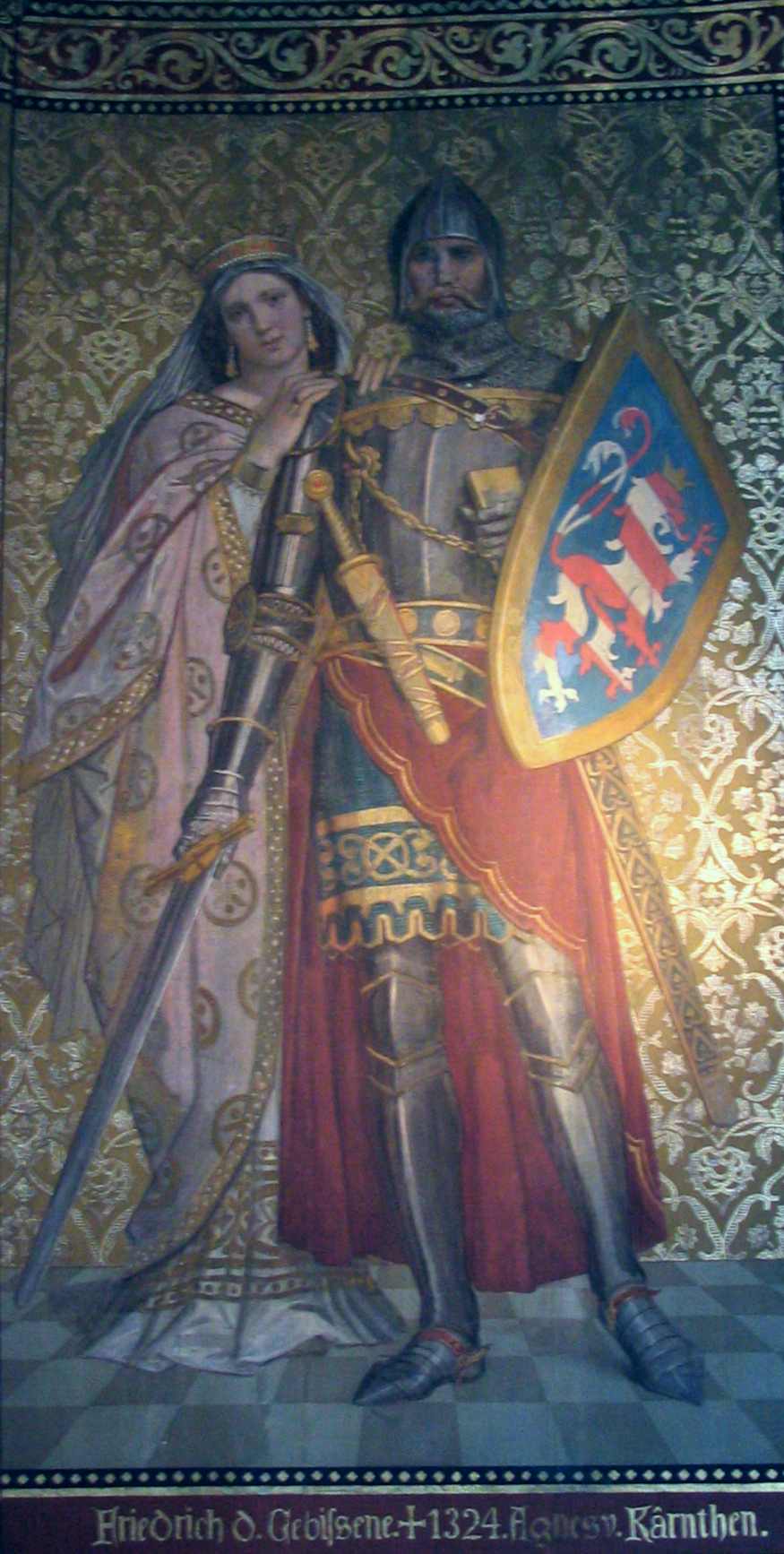
Frédéric et Agnès, peinture murale (XIXe siècle) dans l'Albrechtsburg.

- Frédéric (1293-1315), dit le Boiteux, en 1308, il épouse Anne, fille du duc Albert II de Saxe.

Veuf en 1293, Frédéric Ier le Mordu épousa en 1300 Élisabeth, comtesse de Lobdebourg-Arnshaugk (1286-1359). Deux enfants sont nés de cette union :
- Élisabeth (1306-1367), en 1321, elle épousa le landgrave Henri II de Hesse (1302-1376) dont elle divorça en 1339 (postérité) ;
- Frédéric II (1310-1349), dit le Sérieux, margrave de Misnie.

Frédéric Ier, le Mordu est l'arrière-petit-fils de Jean sans Terre. Frédéric Ier  appartint à la première branche de la Maison de Wettin. Il est l'un des ascendants des princes des différentes Maisons de Saxe, mais également des familles royales du Royaume-Uni, du Portugal, de Bulgarie (Saxe-Cobourg-Gotha) et de Belgique (Saxe-Cobourg-Saalfeld). Les électeurs de Saxe puis rois de Saxe appartiennent à la sixième branche de la maison de Wettin, ils ont pour ascendant Albert de Saxe fils de Frédéric II de Saxe, lui-même issu de la première branche de la Maison de Wettin.